# Per Gundmann
Per Leo Mejlby Gundmann (30. januar 1906 i Jystrup – 6. oktober 1967 i København) var en dansk skuespiller.
Gennemgik Det kongelige Teaters balletskole 1913-1917 og blev senere danselærer.
Han debuterede på Scala i 1927.
Medvirkede i en hel del revyer.
Per Gundmann fik kontakt med filmverdenen gennem sit venskab med Lau Lauritzen jun.
Blandt de film han medvirkede i kan nævnes:
- 5 raske piger – 1933
- Kidnapped – 1935
- Week-End – 1935
- Snushanerne – 1936
- Frøken Møllers jubilæum – 1937
- De tre, måske fire – 1939
- I dag begynder livet – 1939
- Frøken Vildkat – 1942
- Mens sagføreren sover – 1945
- Hatten er sat – 1947
- En sømand går i land – 1954
- Mennesker mødes og sød musik opstår i hjertet – 1967